# Stokkseyri
Stokkseyri é uma pequena aldeia no sul da Islândia, com uma população de cerca de 528 habitantes em 2018.